# 5668 Foucault
Az 5668 Foucault (ideiglenes jelöléssel 1984 FU) a Naprendszer kisbolygóövében található aszteroida. Antonín Mrkos fedezte fel 1984. március 22-én. Léon Foucault francia fizikusról nevezték el.